# Abdelhalim Rais
Abdelhalim Rais est un acteur algérien, né le 4 janvier 1924 à la casbah d'Alger et mort le 8 novembre 1979.
Il est l’auteur des pièces de théâtre Ouled el Casabah, El Khalidoun et Le serment.

## Filmographie
- 1965 : La Nuit a peur du soleil
- 1971 : Les Aveux les plus doux d'Édouard Molinaro
- 1971 : L'Opium et le Bâton d'Ahmed Rachedi : Le martyre de la révolution
- 1975 : Chronique des années de braise de Mohammed Lakhdar-Hamina
- 1978 : El Moufid de Amar Laskri
- 1978 : Autopsie d'un complot